# Југословени
Појам Југословени у српском језику има вишеструко значење и употребљава се у функцији демонима, односно политонима, а има и неколико етнонимских значења. Током историје, овај појам је у ширем смислу употребљаван за означавање свих Јужних Словена, а његово значење је потом сужено на припаднике оних јужнословенских народа који су се нашли у саставу државе Југославије. Поред ових етнонимских значења, појам Југословени је добио и посебно демонимско, односно политонимско значење, као општи назив за све становнике, односно држављане Краљевине Југославије. У склопу тадашње политике интегралног југословенства, појам Југословени је добио и посебно национално значење, као назив за припаднике јединствене "југословенске нације", састављене од три "племена" (српског, хрватског и словеначког). Насупрот интегралистичком концепту, који је пропао заједно са Краљевином Југославијом, опште демонимско, односно политонимско значење појма Југословени одржало се и за време постојања ФНРЈ (1945-1963), СФРЈ (1963-1992) и СРЈ (1992-2003). У социјалистичкој Југославији, појам је накнадно добио још једно, специфично значење, као назив за оне становнике Југославије који су се не само у смислу држављанства, већ и у смислу општенародне (панетничке) припадности изјашњавали као панетнички Југословени.

## Историја појма
Кованица Југословен настала је у 19. веку, а њен творац је дубровачки Србин католик Матија Бан. Појам Југословени је ушао у ширу употребу током 19. века и првобитно се односио на све Јужне Словене. До почетка 20. века, појам је добио и нека додатна, односно специфична значења. Поборници политичког уједињења Јужних Словена и стварања заједничке државе Југославије су већ тада називани Југословенима. Исти појам је добио посебно значење међу радикалним заговорницима југословенског националног уједињења, који су тежили ка стварању не само заједничке државе, већ и интегралне југословенске нације. У жељи да премосте поделе међу Јужним Словенима, поборници "интегралног југословенства" су заговарали свођење свих јужнословенских народа (бугарског, српског, македонског, хрватског и словеначког) на степен пуких "племена" у оквиру јединственог југословенског народа, чији би сви припадници били Југословени. Ове радикалне замисли нису наишле на одзив код Бугара, али су почетком 20. века извршиле значајан утицај на политички и културни развој Срба и Хрвата, а делимично и код Словенаца. Током Првог светског рата (1914-1918), појмом Југословени су означавани припадници покрета за стварање Југославије као заједничке државе српског, хрватског и словеначког народа.
Након стварања Краљевине Срба, Хрвата и Словенаца (1918), која је незванично називана и "Југославијом", појам Југословеније почео да се користи као колоквијални назив за становнике новостворене државе, чиме је поменути појам почео да добија шире значење. Кључни корак је учињен 1929. године, када је званични назив државе промењен у Краљевина Југославија. Од тог тренутка, сви становници Југославије су већ на основу самог држављанства постали Југословени, чиме је овај појам добио и додатну функцију општег демонима, односно политонима. Поред тога, појам Југословени је добио посебно место у склопу званичне државне идеологије интегралног југословенства, која је интензивно спровођена у раздобљу од 1929. до 1934. године, а огледала се у промовисању јединствене "југословенске нације" уз свођење српског, хрватског и словеначког народа на степен пуких "племена". Ова политика, која је негирала националну самобитност Срба, Хрвата и Словенаца, довела је до тешког нарушавања међунационалних односа, тако да је постепено напуштена у раздобљу између 1939. и 1941. године.
Општа демонимска, односно политонимска функција појма Југословени као назива за све становнике, односно држављане Југославије, одржала се и након Другог светског рата, у новој социјалистичкој Југославији, која је била уређена као федеративна држава. У време постојања ФНРЈ (1945-1963) и СФРЈ (1963-1992), појам Југословени је у најширем смислу означавао све становнике, односно држављане Југославије, а у дијаспори се користио и за означавање свих људи који су били родом или пореклом из Југославије. Током овог раздобља, појам је добио још једно, сасвим посебно значење, као назив за оне становнике Југославије који су се не само по држављанству, већ и у смислу народне припадности изјашњавали као панетнички Југословени, што је било последица сложених етнополитичких односа у Југославији. Након распада велике Југославије (1991-1992), појам Југословени је добио још једно, знатно уже значење, као назив за становнике, односно држављане Савезне Републике Југославије (1992-2003). У међувремену, највећи део панетничких Југословена је напустио такво опредељење, а они који су га и даље задржали данас се сматрају посебном скупином, која се појављује у пописима становништва у државама-наследницама бивше Југославије. Иако државе које су носиле назив Југославија више не постоји, вишезначни појам Југословени је на бившим југословенским просторима опстао као саставни део заједничког културно-историјског наслеђа.